# United Cup 2024
La United Cup 2024 fue la segunda edición de la United Cup, un torneo internacional de tenis mixto en canchas duras al aire libre organizado por la Asociación de Tenistas Profesionales (ATP) y la Asociación de Tenis Femenino (WTA).
Sirvió como la apertura del ATP Tour 2024 y el WTA Tour 2024, se llevó a cabo del 29 de diciembre de 2023 al 7 de enero de 2024 en dos sedes en las ciudades australianas de Sídney y Perth.

## Clasificación
18 países clasificaron de la siguiente manera:
- Seis países en función de la clasificación ATP de su jugador número uno clasificado en individuales.
- Seis países en función de la clasificación WTA de su jugador individual número uno clasificado.
- Los últimos seis países en función de la clasificación combinada de sus jugadores número uno de la ATP y la WTA.

A cambio de ser la nación anfitriona, Australia tiene garantizado uno de los lugares reservados para los equipos con la mejor clasificación combinada si no lograba clasificarse por su cuenta.

## Distribución de puntos
| Ronda            | Puntos por victoria vs. oponente clasificado | Puntos por victoria vs. oponente clasificado | Puntos por victoria vs. oponente clasificado | Puntos por victoria vs. oponente clasificado | Puntos por victoria vs. oponente clasificado | Puntos por victoria vs. oponente clasificado | Puntos por victoria vs. oponente clasificado |
| Ronda            | n.º 1–10                                     | n.º 11–20                                    | n.º 21–30                                    | n.º 31–50                                    | n.º 51–100                                   | n.º 101–250                                  | n.º 251+                                     |
| ---------------- | -------------------------------------------- | -------------------------------------------- | -------------------------------------------- | -------------------------------------------- | -------------------------------------------- | -------------------------------------------- | -------------------------------------------- |
| Final            | 180                                          | 140                                          | 120                                          | 90                                           | 60                                           | 40                                           | 35                                           |
| Semifinales      | 130                                          | 105                                          | 90                                           | 60                                           | 40                                           | 35                                           | 25                                           |
| Cuartos de final | 80                                           | 65                                           | 55                                           | 40                                           | 35                                           | 25                                           | 20                                           |
| Fase de grupos   | 55                                           | 45                                           | 40                                           | 35                                           | 25                                           | 20                                           | 15                                           |

- Máximo 500 puntos[1]

## Participantes
16 países se clasificaron según el ranking individual ATP/WTA del 16 de octubre de 2023 y el compromiso de los jugadores de jugar en el evento. Los dos equipos restantes se clasificaron según el ranking ATP/WTA del 20 de noviembre.
Los primeros 16 países clasificados se anunciaron el 19 de octubre de 2023. Los 2 últimos países clasificados se anunciaron el 21 de noviembre de 2023.
| #  | País            | N.º 1 WTA           | Ranking | N.º 1 ATP             | Ranking | N.º 2 WTA               | N.º 2 ATP             | Dobles WTA                 | Dobles ATP             |
| -- | --------------- | ------------------- | ------- | --------------------- | ------- | ----------------------- | --------------------- | -------------------------- | ---------------------- |
| 1  | Polonia         | Iga Świątek         | 1       | Hubert Hurkacz        | 9       | Katarzyna Kawa          | Daniel Michalski      | Katarzyna Piter            | Jan Zieliński          |
| 2  | Grecia          | María Sákkari       | 9       | Stefanos Tsitsipas    | 6       | Despina Papamichail     | Stefanos Sakellaridis | Valentini Grammatikopoulou | Petros Tsitsipas       |
| 3  | Estados Unidos  | Jessica Pegula      | 5       | Taylor Fritz          | 10      | Alycia Parks            | Denis Kudla           | Desirae Krawczyk           | Rajeev Ram             |
| 4  | Francia         | Caroline Garcia     | 20      | Adrian Mannarino      | 22      | Amandine Hesse          | Antoine Escoffier     | Elixane Lechemia           | Édouard Roger-Vasselin |
| 5  | República Checa | Markéta Vondroušová | 7       | Jiří Lehečka          | 31      | Sára Bejlek             | Vít Kopřiva           | Miriam Kolodziejová        | Petr Nouza             |
| 6  | Croacia         | Donna Vekić         | 23      | Borna Ćorić           | 37      | Petra Marčinko          | Nino Serdarušić       | Tena Lukas                 | Ivan Dodig             |
| 7  | Canadá          | Leylah Fernandez    | 35      | Félix Auger-Aliassime | 29      | Stacey Fung             | Steven Diez           | -                          | Adil Shamasdin         |
| 8  | Reino Unido     | Katie Boulter       | 56      | Cameron Norrie        | 18      | Francesca Jones         | Daniel Evans          | Maia Lumsden               | Neal Skupski           |
| 9  | China           | Qinwen Zheng        | 15      | Zhizhen Zhang         | 58      | Xiaodi You              | Yunchaokete Bu        | -                          | Fajing Sun             |
| 10 | Países Bajos    | Arantxa Rus         | 52      | Tallon Griekspoor     | 23      | Arianne Hartono         | Thiemo de Bakker      | Demi Schuurs               | Wesley Koolhof         |
| 11 | España          | Sara Sorribes       | 48      | Alejandro Davidovich  | 26      | Marina Bassols          | Roberto Carballés     | Rosa Vicens Mas            | David Vega Hernández   |
| 12 | Italia          | Jasmine Paolini     | 30      | Lorenzo Sonego        | 47      | Nuria Brancaccio        | Flavio Cobolli        | Angelica Moratelli         | Andrea Pellegrino      |
| 13 | Serbia          | Olga Danilović      | 116     | Novak Djokovic        | 1       | Natalija Stevanović     | Hamad Medjedovic      | Dejana Radanović           | Nikola Čačić           |
| 14 | Noruega         | Malene Helgø        | 513     | Casper Ruud           | 11      | Ulrikke Eikeri          | Andreja Petrovic      | -                          | -                      |
| 15 | Australia       | Ajla Tomljanović    | 33 (PR) | Álex de Miñaur        | 12      | Storm Hunter            | John Millman          | Ellen Perez                | Matthew Ebden          |
| 16 | Alemania        | Angelique Kerber    | 31 (PR) | Alexander Zverev      | 7       | Tatjana Maria           | Maximilian Marterer   | Laura Siegemund            | Kai Wehnelt            |
| 17 | Brasil          | Beatriz Haddad Maia | 11      | Thiago Seyboth Wild   | 80      | Carolina Meligeni Alves | Felipe Meligeni Alves | -                          | Marcelo Melo           |
| 18 | Chile           | Daniela Seguel      | 662     | Nicolás Jarry         | 19      | Fernanda Labraña        | Tomás Barrios         | -                          | Gonzalo Lama           |

## Fase de grupos
El sorteo de la United Cup se reveló el 23 de octubre de 2023.Los 18 equipos se dividieron en seis grupos de tres equipos cada uno en un formato de todos contra todos. Los ganadores de cada grupo y el segundo de cada ciudad avanzarán a los cuartos de final.

### Grupo A (Perth)
| Pos. | Países  | Puntos | Partidos | Sets | Juegos |
| ---- | ------- | ------ | -------- | ---- | ------ |
| 1.º  | Polonia | 2-0    | 5-1      | 11-3 | 79-41  |
| 2.º  | España  | 1-1    | 3-3      | 6-7  | 51-63  |
| 3.º  | Brasil  | 0-2    | 1-5      | 3-10 | 49-75  |

| | Bandera de España | España                               | 2  | 1 | Brasil | Bandera de Brasil |
| --- | ----------------- | ------------------------------------ | -- | - | ------ | ----------------- |
| RAC Arena, Perth, Australia 29 de diciembre de 2023 |                   |                                      |    |   |        |                   |
| \| 1 \| \| Alejandro Davidovich \| 6 \| 6 \| \| \| 1 \| \| Thiago Seyboth Wild \| 4 \| 0 \| \| \| 2 \| \| Sara Sorribes \| 61 \| 2 \| \| \| 2 \| \| Beatriz Haddad Maia \| 7 \| 6 \| \| \| 3 \| \| Sara Sorribes / Alejandro Davidovich \| 6 \| 7 \| \| \| 3 \| \| Beatriz Haddad Maia / Marcelo Melo \| 4 \| 5 \| \| |                   |                                      |    |   |        |                   |
| 1 | Bandera de España | Alejandro Davidovich                 | 6  | 6 |        |                   |
| 1 | Bandera de Brasil | Thiago Seyboth Wild                  | 4  | 0 |        |                   |
| 2 | Bandera de España | Sara Sorribes                        | 61 | 2 |        |                   |
| 2 | Bandera de Brasil | Beatriz Haddad Maia                  | 7  | 6 |        |                   |
| 3 | Bandera de España | Sara Sorribes / Alejandro Davidovich | 6  | 7 |        |                   |
| 3 | Bandera de Brasil | Beatriz Haddad Maia / Marcelo Melo   | 4  | 5 |        |                   |

| 1 | Bandera de España | Alejandro Davidovich                 | 6  | 6 |  |
| 1 | Bandera de Brasil | Thiago Seyboth Wild                  | 4  | 0 |  |
| 2 | Bandera de España | Sara Sorribes                        | 61 | 2 |  |
| 2 | Bandera de Brasil | Beatriz Haddad Maia                  | 7  | 6 |  |
| 3 | Bandera de España | Sara Sorribes / Alejandro Davidovich | 6  | 7 |  |
| 3 | Bandera de Brasil | Beatriz Haddad Maia / Marcelo Melo   | 4  | 5 |  |

| | Bandera de Polonia | Polonia                            | 3  | 0 | Brasil | Bandera de Brasil |
| --- | ------------------ | ---------------------------------- | -- | - | ------ | ----------------- |
| RAC Arena, Perth, Australia 30 de diciembre de 2023 |                    |                                    |    |   |        |                   |
| \| 1 \| \| Iga Świątek \| 6 \| 6 \| \| \| 1 \| \| Beatriz Haddad Maia \| 2 \| 2 \| \| \| 2 \| \| Hubert Hurkacz \| 64 \| 6 \| 6 \| \| 2 \| \| Thiago Seyboth Wild \| 7 \| 2 \| 3 \| \| 3 \| \| Iga Świątek / Hubert Hurkacz \| 6 \| 6 \| \| \| 3 \| \| Beatriz Haddad Maia / Marcelo Melo \| 4 \| 3 \| \| |                    |                                    |    |   |        |                   |
| 1 | Bandera de Polonia | Iga Świątek                        | 6  | 6 |        |                   |
| 1 | Bandera de Brasil  | Beatriz Haddad Maia                | 2  | 2 |        |                   |
| 2 | Bandera de Polonia | Hubert Hurkacz                     | 64 | 6 | 6      |                   |
| 2 | Bandera de Brasil  | Thiago Seyboth Wild                | 7  | 2 | 3      |                   |
| 3 | Bandera de Polonia | Iga Świątek / Hubert Hurkacz       | 6  | 6 |        |                   |
| 3 | Bandera de Brasil  | Beatriz Haddad Maia / Marcelo Melo | 4  | 3 |        |                   |

| 1 | Bandera de Polonia | Iga Świątek                        | 6  | 6 |   |
| 1 | Bandera de Brasil  | Beatriz Haddad Maia                | 2  | 2 |   |
| 2 | Bandera de Polonia | Hubert Hurkacz                     | 64 | 6 | 6 |
| 2 | Bandera de Brasil  | Thiago Seyboth Wild                | 7  | 2 | 3 |
| 3 | Bandera de Polonia | Iga Świątek / Hubert Hurkacz       | 6  | 6 |   |
| 3 | Bandera de Brasil  | Beatriz Haddad Maia / Marcelo Melo | 4  | 3 |   |

| | Bandera de Polonia | Polonia                              | 2 | 1 | España | Bandera de España |
| --- | ------------------ | ------------------------------------ | - | - | ------ | ----------------- |
| RAC Arena, Perth, Australia 1 de enero de 2024 |                    |                                      |   |   |        |                   |
| \| 1 \| \| Hubert Hurkacz \| 6 \| 3 \| 4 \| \| 1 \| \| Alejandro Davidovich \| 3 \| 6 \| 6 \| \| 2 \| \| Iga Świątek \| 6 \| 6 \| \| \| 2 \| \| Sara Sorribes \| 2 \| 1 \| \| \| 3 \| \| Iga Świątek / Hubert Hurkacz \| 6 \| 6 \| \| \| 3 \| \| Sara Sorribes / Alejandro Davidovich \| 0 \| 0 \| \| |                    |                                      |   |   |        |                   |
| 1 | Bandera de Polonia | Hubert Hurkacz                       | 6 | 3 | 4      |                   |
| 1 | Bandera de España  | Alejandro Davidovich                 | 3 | 6 | 6      |                   |
| 2 | Bandera de Polonia | Iga Świątek                          | 6 | 6 |        |                   |
| 2 | Bandera de España  | Sara Sorribes                        | 2 | 1 |        |                   |
| 3 | Bandera de Polonia | Iga Świątek / Hubert Hurkacz         | 6 | 6 |        |                   |
| 3 | Bandera de España  | Sara Sorribes / Alejandro Davidovich | 0 | 0 |        |                   |

| 1 | Bandera de Polonia | Hubert Hurkacz                       | 6 | 3 | 4 |
| 1 | Bandera de España  | Alejandro Davidovich                 | 3 | 6 | 6 |
| 2 | Bandera de Polonia | Iga Świątek                          | 6 | 6 |   |
| 2 | Bandera de España  | Sara Sorribes                        | 2 | 1 |   |
| 3 | Bandera de Polonia | Iga Świątek / Hubert Hurkacz         | 6 | 6 |   |
| 3 | Bandera de España  | Sara Sorribes / Alejandro Davidovich | 0 | 0 |   |

### Grupo B (Sídney)
| Pos. | Países | Puntos | Partidos | Sets | Juegos |
| ---- | ------ | ------ | -------- | ---- | ------ |
| 1.º  | Grecia | 1-1    | 4-2      | 10-4 | 74-53  |
| 2.º  | Chile  | 1-1    | 3-3      | 7-8  | 59-69  |
| 3.º  | Canadá | 1-1    | 2-4      | 4-9  | 56-67  |

| | Bandera de Canadá | Canadá                         | 2 | 1 | Chile | Bandera de Chile |
| --- | ----------------- | ------------------------------ | - | - | ----- | ---------------- |
| Ken Rosewall Arena, Sídney, Australia 31 de diciembre de 2023 |                   |                                |   |   |       |                  |
| \| 1 \| \| Leylah Fernandez \| 6 \| 6 \| \| \| 1 \| \| Daniela Seguel \| 2 \| 3 \| \| \| 2 \| \| Steven Diez \| 5 \| 4 \| \| \| 2 \| \| Nicolás Jarry \| 7 \| 6 \| \| \| 3 \| \| Leylah Fernandez / Steven Diez \| 7 \| 4 \| [10] \| \| 3 \| \| Daniela Seguel / Tomás Barrios \| 5 \| 6 \| [8] \| |                   |                                |   |   |       |                  |
| 1 | Bandera de Canadá | Leylah Fernandez               | 6 | 6 |       |                  |
| 1 | Bandera de Chile  | Daniela Seguel                 | 2 | 3 |       |                  |
| 2 | Bandera de Canadá | Steven Diez                    | 5 | 4 |       |                  |
| 2 | Bandera de Chile  | Nicolás Jarry                  | 7 | 6 |       |                  |
| 3 | Bandera de Canadá | Leylah Fernandez / Steven Diez | 7 | 4 | [10]  |                  |
| 3 | Bandera de Chile  | Daniela Seguel / Tomás Barrios | 5 | 6 | [8]   |                  |

| 1 | Bandera de Canadá | Leylah Fernandez               | 6 | 6 |      |
| 1 | Bandera de Chile  | Daniela Seguel                 | 2 | 3 |      |
| 2 | Bandera de Canadá | Steven Diez                    | 5 | 4 |      |
| 2 | Bandera de Chile  | Nicolás Jarry                  | 7 | 6 |      |
| 3 | Bandera de Canadá | Leylah Fernandez / Steven Diez | 7 | 4 | [10] |
| 3 | Bandera de Chile  | Daniela Seguel / Tomás Barrios | 5 | 6 | [8]  |

| | Bandera de Grecia | Grecia                             | 1  | 2 | Chile | Bandera de Chile |
| --- | ----------------- | ---------------------------------- | -- | - | ----- | ---------------- |
| Ken Rosewall Arena, Sídney, Australia 2 de enero de 2024 |                   |                                    |    |   |       |                  |
| \| 1 \| \| María Sákkari \| 6 \| 6 \| \| \| 1 \| \| Daniela Seguel \| 0 \| 1 \| \| \| 2 \| \| Stefanos Sakellaridis \| 3 \| 6 \| 5 \| \| 2 \| \| Nicolás Jarry \| 6 \| 3 \| 7 \| \| 3 \| \| María Sákkari / Stéfanos Tsitsipás \| 7 \| 3 \| [6] \| \| 3 \| \| Daniela Seguel / Tomás Barrios \| 65 \| 6 \| [10] \| |                   |                                    |    |   |       |                  |
| 1 | Bandera de Grecia | María Sákkari                      | 6  | 6 |       |                  |
| 1 | Bandera de Chile  | Daniela Seguel                     | 0  | 1 |       |                  |
| 2 | Bandera de Grecia | Stefanos Sakellaridis              | 3  | 6 | 5     |                  |
| 2 | Bandera de Chile  | Nicolás Jarry                      | 6  | 3 | 7     |                  |
| 3 | Bandera de Grecia | María Sákkari / Stéfanos Tsitsipás | 7  | 3 | [6]   |                  |
| 3 | Bandera de Chile  | Daniela Seguel / Tomás Barrios     | 65 | 6 | [10]  |                  |

| 1 | Bandera de Grecia | María Sákkari                      | 6  | 6 |      |
| 1 | Bandera de Chile  | Daniela Seguel                     | 0  | 1 |      |
| 2 | Bandera de Grecia | Stefanos Sakellaridis              | 3  | 6 | 5    |
| 2 | Bandera de Chile  | Nicolás Jarry                      | 6  | 3 | 7    |
| 3 | Bandera de Grecia | María Sákkari / Stéfanos Tsitsipás | 7  | 3 | [6]  |
| 3 | Bandera de Chile  | Daniela Seguel / Tomás Barrios     | 65 | 6 | [10] |

| | Bandera de Grecia | Grecia                                 | 3  | 0 | Canadá | Bandera de Canadá |
| --- | ----------------- | -------------------------------------- | -- | - | ------ | ----------------- |
| Ken Rosewall Arena, Sídney, Australia 3 de enero de 2024 |                   |                                        |    |   |        |                   |
| \| 1 \| \| Stefanos Tsitsipas \| 6 \| 6 \| \| \| 1 \| \| Steven Diez \| 2 \| 3 \| \| \| 2 \| \| María Sákkari \| 7 \| 6 \| \| \| 2 \| \| Leylah Fernandez \| 62 \| 3 \| \| \| 3 \| \| Despina Papamichail / Petros Tsitsipas \| 7 \| 6 \| \| \| 3 \| \| Stacey Fung / Félix Auger-Aliassime \| 5 \| 4 \| \| |                   |                                        |    |   |        |                   |
| 1 | Bandera de Grecia | Stefanos Tsitsipas                     | 6  | 6 |        |                   |
| 1 | Bandera de Canadá | Steven Diez                            | 2  | 3 |        |                   |
| 2 | Bandera de Grecia | María Sákkari                          | 7  | 6 |        |                   |
| 2 | Bandera de Canadá | Leylah Fernandez                       | 62 | 3 |        |                   |
| 3 | Bandera de Grecia | Despina Papamichail / Petros Tsitsipas | 7  | 6 |        |                   |
| 3 | Bandera de Canadá | Stacey Fung / Félix Auger-Aliassime    | 5  | 4 |        |                   |

| 1 | Bandera de Grecia | Stefanos Tsitsipas                     | 6  | 6 |  |
| 1 | Bandera de Canadá | Steven Diez                            | 2  | 3 |  |
| 2 | Bandera de Grecia | María Sákkari                          | 7  | 6 |  |
| 2 | Bandera de Canadá | Leylah Fernandez                       | 62 | 3 |  |
| 3 | Bandera de Grecia | Despina Papamichail / Petros Tsitsipas | 7  | 6 |  |
| 3 | Bandera de Canadá | Stacey Fung / Félix Auger-Aliassime    | 5  | 4 |  |

### Grupo C (Perth)
| Pos. | Países         | Puntos | Partidos | Sets | Juegos |
| ---- | -------------- | ------ | -------- | ---- | ------ |
| 1.º  | Australia      | 1-1    | 3-3      | 7-6  | 68-59  |
| 2.º  | Estados Unidos | 1-1    | 3-3      | 7-7  | 60-72  |
| 3.º  | Reino Unido    | 1-1    | 3-3      | 7-8  | 75-72  |

| | Bandera del Reino Unido | Reino Unido                  | 2 | 1  | Australia | Bandera de Australia |
| --- | ----------------------- | ---------------------------- | - | -- | --------- | -------------------- |
| RAC Arena, Perth, Australia 29 de diciembre de 2023 |                         |                              |   |    |           |                      |
| \| 1 \| \| Cameron Norrie \| 6 \| 2 \| 7 \| \| 1 \| \| Álex de Miñaur \| 4 \| 6 \| 62 \| \| 2 \| \| Katie Boulter \| 6 \| 6 \| \| \| 2 \| \| Ajla Tomljanović \| 2 \| 4 \| \| \| 3 \| \| Katie Boulter / Neal Skupski \| 3 \| 65 \| \| \| 3 \| \| Storm Hunter / Matthew Ebden \| 6 \| 7 \| \| |                         |                              |   |    |           |                      |
| 1 | Bandera del Reino Unido | Cameron Norrie               | 6 | 2  | 7         |                      |
| 1 | Bandera de Australia    | Álex de Miñaur               | 4 | 6  | 62        |                      |
| 2 | Bandera del Reino Unido | Katie Boulter                | 6 | 6  |           |                      |
| 2 | Bandera de Australia    | Ajla Tomljanović             | 2 | 4  |           |                      |
| 3 | Bandera del Reino Unido | Katie Boulter / Neal Skupski | 3 | 65 |           |                      |
| 3 | Bandera de Australia    | Storm Hunter / Matthew Ebden | 6 | 7  |           |                      |

| 1 | Bandera del Reino Unido | Cameron Norrie               | 6 | 2  | 7  |
| 1 | Bandera de Australia    | Álex de Miñaur               | 4 | 6  | 62 |
| 2 | Bandera del Reino Unido | Katie Boulter                | 6 | 6  |    |
| 2 | Bandera de Australia    | Ajla Tomljanović             | 2 | 4  |    |
| 3 | Bandera del Reino Unido | Katie Boulter / Neal Skupski | 3 | 65 |    |
| 3 | Bandera de Australia    | Storm Hunter / Matthew Ebden | 6 | 7  |    |

| | Bandera de Estados Unidos | Estados Unidos                | 2  | 1  | Reino Unido | Bandera del Reino Unido |
| --- | ------------------------- | ----------------------------- | -- | -- | ----------- | ----------------------- |
| RAC Arena, Perth, Australia 31 de diciembre de 2023 |                           |                               |    |    |             |                         |
| \| 1 \| \| Jessica Pegula \| 7 \| 4 \| 4 \| \| 1 \| \| Katie Boulter \| 5 \| 6 \| 6 \| \| 2 \| \| Taylor Fritz \| 7 \| 6 \| \| \| 2 \| \| Cameron Norrie \| 65 \| 4 \| \| \| 3 \| \| Jessica Pegula / Taylor Fritz \| 1 \| 7 \| [10] \| \| 3 \| \| Katie Boulter / Neal Skupski \| 6 \| 64 \| [7] \| |                           |                               |    |    |             |                         |
| 1 | Bandera de Estados Unidos | Jessica Pegula                | 7  | 4  | 4           |                         |
| 1 | Bandera del Reino Unido   | Katie Boulter                 | 5  | 6  | 6           |                         |
| 2 | Bandera de Estados Unidos | Taylor Fritz                  | 7  | 6  |             |                         |
| 2 | Bandera del Reino Unido   | Cameron Norrie                | 65 | 4  |             |                         |
| 3 | Bandera de Estados Unidos | Jessica Pegula / Taylor Fritz | 1  | 7  | [10]        |                         |
| 3 | Bandera del Reino Unido   | Katie Boulter / Neal Skupski  | 6  | 64 | [7]         |                         |

| 1 | Bandera de Estados Unidos | Jessica Pegula                | 7  | 4  | 4    |
| 1 | Bandera del Reino Unido   | Katie Boulter                 | 5  | 6  | 6    |
| 2 | Bandera de Estados Unidos | Taylor Fritz                  | 7  | 6  |      |
| 2 | Bandera del Reino Unido   | Cameron Norrie                | 65 | 4  |      |
| 3 | Bandera de Estados Unidos | Jessica Pegula / Taylor Fritz | 1  | 7  | [10] |
| 3 | Bandera del Reino Unido   | Katie Boulter / Neal Skupski  | 6  | 64 | [7]  |

| | Bandera de Estados Unidos | Estados Unidos               | 1  | 2 | Australia | Bandera de Australia |
| --- | ------------------------- | ---------------------------- | -- | - | --------- | -------------------- |
| RAC Arena, Perth, Australia 1 de enero de 2024 |                           |                              |    |   |           |                      |
| \| 1 \| \| Taylor Fritz \| 4 \| 2 \| \| \| 1 \| \| Álex de Miñaur \| 6 \| 6 \| \| \| 2 \| \| Jessica Pegula \| 78 \| 6 \| \| \| 2 \| \| Ajla Tomljanović \| 6 \| 3 \| \| \| 3 \| \| Jessica Pegula / Rajeev Ram \| 3 \| 1 \| \| \| 3 \| \| Storm Hunter / Matthew Ebden \| 6 \| 6 \| \| |                           |                              |    |   |           |                      |
| 1 | Bandera de Estados Unidos | Taylor Fritz                 | 4  | 2 |           |                      |
| 1 | Bandera de Australia      | Álex de Miñaur               | 6  | 6 |           |                      |
| 2 | Bandera de Estados Unidos | Jessica Pegula               | 78 | 6 |           |                      |
| 2 | Bandera de Australia      | Ajla Tomljanović             | 6  | 3 |           |                      |
| 3 | Bandera de Estados Unidos | Jessica Pegula / Rajeev Ram  | 3  | 1 |           |                      |
| 3 | Bandera de Australia      | Storm Hunter / Matthew Ebden | 6  | 6 |           |                      |

| 1 | Bandera de Estados Unidos | Taylor Fritz                 | 4  | 2 |  |
| 1 | Bandera de Australia      | Álex de Miñaur               | 6  | 6 |  |
| 2 | Bandera de Estados Unidos | Jessica Pegula               | 78 | 6 |  |
| 2 | Bandera de Australia      | Ajla Tomljanović             | 6  | 3 |  |
| 3 | Bandera de Estados Unidos | Jessica Pegula / Rajeev Ram  | 3  | 1 |  |
| 3 | Bandera de Australia      | Storm Hunter / Matthew Ebden | 6  | 6 |  |

### Grupo D (Sídney)
| Pos. | Países   | Puntos | Partidos | Sets | Juegos |
| ---- | -------- | ------ | -------- | ---- | ------ |
| 1.º  | Francia  | 2-0    | 5-1      | 11-5 | 78-71  |
| 2.º  | Alemania | 1-1    | 3-3      | 8-8  | 77-66  |
| 3.º  | Italia   | 0-2    | 1-5      | 4-10 | 63-81  |

| | Bandera de Italia   | Italia                              | 1  | 2 | Alemania | Bandera de Alemania |
| --- | ------------------- | ----------------------------------- | -- | - | -------- | ------------------- |
| Ken Rosewall Arena, Sídney, Australia 30 de diciembre de 2023 |                     |                                     |    |   |          |                     |
| \| 1 \| \| Jasmine Paolini \| 6 \| 7 \| \| \| 1 \| \| Angelique Kerber \| 4 \| 5 \| \| \| 2 \| \| Lorenzo Sonego \| 7 \| 3 \| 4 \| \| 2 \| \| Alexander Zverev \| 65 \| 6 \| 6 \| \| 3 \| \| Angelica Moratelli / Lorenzo Sonego \| 3 \| 0 \| \| \| 3 \| \| Angelique Kerber / Alexander Zverev \| 6 \| 6 \| \| |                     |                                     |    |   |          |                     |
| 1 | Bandera de Italia   | Jasmine Paolini                     | 6  | 7 |          |                     |
| 1 | Bandera de Alemania | Angelique Kerber                    | 4  | 5 |          |                     |
| 2 | Bandera de Italia   | Lorenzo Sonego                      | 7  | 3 | 4        |                     |
| 2 | Bandera de Alemania | Alexander Zverev                    | 65 | 6 | 6        |                     |
| 3 | Bandera de Italia   | Angelica Moratelli / Lorenzo Sonego | 3  | 0 |          |                     |
| 3 | Bandera de Alemania | Angelique Kerber / Alexander Zverev | 6  | 6 |          |                     |

| 1 | Bandera de Italia   | Jasmine Paolini                     | 6  | 7 |   |
| 1 | Bandera de Alemania | Angelique Kerber                    | 4  | 5 |   |
| 2 | Bandera de Italia   | Lorenzo Sonego                      | 7  | 3 | 4 |
| 2 | Bandera de Alemania | Alexander Zverev                    | 65 | 6 | 6 |
| 3 | Bandera de Italia   | Angelica Moratelli / Lorenzo Sonego | 3  | 0 |   |
| 3 | Bandera de Alemania | Angelique Kerber / Alexander Zverev | 6  | 6 |   |

| | Bandera de Francia  | Francia                                  | 2  | 1 | Alemania | Bandera de Alemania |
| --- | ------------------- | ---------------------------------------- | -- | - | -------- | ------------------- |
| Ken Rosewall Arena, Sídney, Australia 1 de enero de 2024 |                     |                                          |    |   |          |                     |
| \| 1 \| \| Adrian Mannarino \| 6 \| 4 \| 3 \| \| 1 \| \| Alexander Zverev \| 4 \| 6 \| 6 \| \| 2 \| \| Caroline Garcia \| 1 \| 6 \| 6 \| \| 2 \| \| Angelique Kerber \| 6 \| 2 \| 2 \| \| 3 \| \| Caroline Garcia / Édouard Roger-Vasselin \| 7 \| 2 \| [12] \| \| 3 \| \| Angelique Kerber / Alexander Zverev \| 64 \| 6 \| [10] \| |                     |                                          |    |   |          |                     |
| 1 | Bandera de Francia  | Adrian Mannarino                         | 6  | 4 | 3        |                     |
| 1 | Bandera de Alemania | Alexander Zverev                         | 4  | 6 | 6        |                     |
| 2 | Bandera de Francia  | Caroline Garcia                          | 1  | 6 | 6        |                     |
| 2 | Bandera de Alemania | Angelique Kerber                         | 6  | 2 | 2        |                     |
| 3 | Bandera de Francia  | Caroline Garcia / Édouard Roger-Vasselin | 7  | 2 | [12]     |                     |
| 3 | Bandera de Alemania | Angelique Kerber / Alexander Zverev      | 64 | 6 | [10]     |                     |

| 1 | Bandera de Francia  | Adrian Mannarino                         | 6  | 4 | 3    |
| 1 | Bandera de Alemania | Alexander Zverev                         | 4  | 6 | 6    |
| 2 | Bandera de Francia  | Caroline Garcia                          | 1  | 6 | 6    |
| 2 | Bandera de Alemania | Angelique Kerber                         | 6  | 2 | 2    |
| 3 | Bandera de Francia  | Caroline Garcia / Édouard Roger-Vasselin | 7  | 2 | [12] |
| 3 | Bandera de Alemania | Angelique Kerber / Alexander Zverev      | 64 | 6 | [10] |

| | Bandera de Francia | Francia                                   | 3  | 0 | Italia | Bandera de Italia |
| --- | ------------------ | ----------------------------------------- | -- | - | ------ | ----------------- |
| Ken Rosewall Arena, Sídney, Australia 3 de enero de 2024 |                    |                                           |    |   |        |                   |
| \| 1 \| \| Adrian Mannarino \| 6 \| 6 \| \| \| 1 \| \| Lorenzo Sonego \| 4 \| 4 \| \| \| 2 \| \| Caroline Garcia \| 6 \| 5 \| 6 \| \| 2 \| \| Jasmine Paolini \| 4 \| 7 \| 4 \| \| 3 \| \| Elixane Lechemia / Édouard Roger-Vasselin \| 7 \| 6 \| \| \| 3 \| \| Nuria Brancaccio / Flavio Cobolli \| 65 \| 4 \| \| |                    |                                           |    |   |        |                   |
| 1 | Bandera de Francia | Adrian Mannarino                          | 6  | 6 |        |                   |
| 1 | Bandera de Italia  | Lorenzo Sonego                            | 4  | 4 |        |                   |
| 2 | Bandera de Francia | Caroline Garcia                           | 6  | 5 | 6      |                   |
| 2 | Bandera de Italia  | Jasmine Paolini                           | 4  | 7 | 4      |                   |
| 3 | Bandera de Francia | Elixane Lechemia / Édouard Roger-Vasselin | 7  | 6 |        |                   |
| 3 | Bandera de Italia  | Nuria Brancaccio / Flavio Cobolli         | 65 | 4 |        |                   |

| 1 | Bandera de Francia | Adrian Mannarino                          | 6  | 6 |   |
| 1 | Bandera de Italia  | Lorenzo Sonego                            | 4  | 4 |   |
| 2 | Bandera de Francia | Caroline Garcia                           | 6  | 5 | 6 |
| 2 | Bandera de Italia  | Jasmine Paolini                           | 4  | 7 | 4 |
| 3 | Bandera de Francia | Elixane Lechemia / Édouard Roger-Vasselin | 7  | 6 |   |
| 3 | Bandera de Italia  | Nuria Brancaccio / Flavio Cobolli         | 65 | 4 |   |

### Grupo E (Perth)
| Pos. | Países          | Puntos | Partidos | Sets | Juegos |
| ---- | --------------- | ------ | -------- | ---- | ------ |
| 1.º  | Serbia          | 2-0    | 4-2      | 9-7  | 66-63  |
| 2.º  | China           | 1-1    | 4-2      | 9-6  | 70-51  |
| 3.º  | República Checa | 0-2    | 1-5      | 6-11 | 61-83  |

| | Bandera de República Checa            | República Checa                    | 0 | 3 | China | Bandera de la República Popular China |
| --- | ------------------------------------- | ---------------------------------- | - | - | ----- | ------------------------------------- |
| RAC Arena, Perth, Australia 30 de diciembre de 2023 |                                       |                                    |   |   |       |                                       |
| \| 1 \| \| Jiří Lehečka \| 7 \| 3 \| 4 \| \| 1 \| \| Zhizhen Zhang \| 5 \| 6 \| 6 \| \| 2 \| \| Markéta Vondroušová \| 1 \| 6 \| 1 \| \| 2 \| \| Qinwen Zheng \| 6 \| 2 \| 6 \| \| 3 \| \| Markéta Vondroušová / Jiří Lehečka \| 1 \| 2 \| \| \| 3 \| \| Qinwen Zheng / Zhizhen Zhang \| 6 \| 6 \| \| |                                       |                                    |   |   |       |                                       |
| 1 | Bandera de República Checa            | Jiří Lehečka                       | 7 | 3 | 4     |                                       |
| 1 | Bandera de la República Popular China | Zhizhen Zhang                      | 5 | 6 | 6     |                                       |
| 2 | Bandera de República Checa            | Markéta Vondroušová                | 1 | 6 | 1     |                                       |
| 2 | Bandera de la República Popular China | Qinwen Zheng                       | 6 | 2 | 6     |                                       |
| 3 | Bandera de República Checa            | Markéta Vondroušová / Jiří Lehečka | 1 | 2 |       |                                       |
| 3 | Bandera de la República Popular China | Qinwen Zheng / Zhizhen Zhang       | 6 | 6 |       |                                       |

| 1 | Bandera de República Checa            | Jiří Lehečka                       | 7 | 3 | 4 |
| 1 | Bandera de la República Popular China | Zhizhen Zhang                      | 5 | 6 | 6 |
| 2 | Bandera de República Checa            | Markéta Vondroušová                | 1 | 6 | 1 |
| 2 | Bandera de la República Popular China | Qinwen Zheng                       | 6 | 2 | 6 |
| 3 | Bandera de República Checa            | Markéta Vondroušová / Jiří Lehečka | 1 | 2 |   |
| 3 | Bandera de la República Popular China | Qinwen Zheng / Zhizhen Zhang       | 6 | 6 |   |

| | Bandera de la República Popular China | China                           | 1 | 2 | Serbia | Bandera de Serbia |
| --- | ------------------------------------- | ------------------------------- | - | - | ------ | ----------------- |
| RAC Arena, Perth, Australia 31 de diciembre de 2023 |                                       |                                 |   |   |        |                   |
| \| 1 \| \| Zhizhen Zhang \| 3 \| 2 \| \| \| 1 \| \| Novak Djokovic \| 6 \| 6 \| \| \| 2 \| \| Qinwen Zheng \| 6 \| 6 \| \| \| 2 \| \| Olga Danilović \| 4 \| 2 \| \| \| 3 \| \| Qinwen Zheng / Zhizhen Zhang \| 4 \| 6 \| [6] \| \| 3 \| \| Olga Danilović / Novak Djokovic \| 6 \| 1 \| [10] \| |                                       |                                 |   |   |        |                   |
| 1 | Bandera de la República Popular China | Zhizhen Zhang                   | 3 | 2 |        |                   |
| 1 | Bandera de Serbia                     | Novak Djokovic                  | 6 | 6 |        |                   |
| 2 | Bandera de la República Popular China | Qinwen Zheng                    | 6 | 6 |        |                   |
| 2 | Bandera de Serbia                     | Olga Danilović                  | 4 | 2 |        |                   |
| 3 | Bandera de la República Popular China | Qinwen Zheng / Zhizhen Zhang    | 4 | 6 | [6]    |                   |
| 3 | Bandera de Serbia                     | Olga Danilović / Novak Djokovic | 6 | 1 | [10]   |                   |

| 1 | Bandera de la República Popular China | Zhizhen Zhang                   | 3 | 2 |      |
| 1 | Bandera de Serbia                     | Novak Djokovic                  | 6 | 6 |      |
| 2 | Bandera de la República Popular China | Qinwen Zheng                    | 6 | 6 |      |
| 2 | Bandera de Serbia                     | Olga Danilović                  | 4 | 2 |      |
| 3 | Bandera de la República Popular China | Qinwen Zheng / Zhizhen Zhang    | 4 | 6 | [6]  |
| 3 | Bandera de Serbia                     | Olga Danilović / Novak Djokovic | 6 | 1 | [10] |

| | Bandera de República Checa | República Checa                   | 1 | 2  | Serbia | Bandera de Serbia |
| --- | -------------------------- | --------------------------------- | - | -- | ------ | ----------------- |
| RAC Arena, Perth, Australia 2 de enero de 2024 |                            |                                   |   |    |        |                   |
| \| 1 \| \| Markéta Vondroušová \| 6 \| 3 \| 6 \| \| 1 \| \| Olga Danilović \| 1 \| 6 \| 3 \| \| 2 \| \| Jiří Lehečka \| 1 \| 7 \| 1 \| \| 2 \| \| Novak Djokovic \| 6 \| 63 \| 6 \| \| 3 \| \| Miriam Kolodziejová / Petr Nouza \| 6 \| 62 \| [8] \| \| 3 \| \| Olga Danilović / Hamad Medjedovic \| 4 \| 7 \| [10] \| |                            |                                   |   |    |        |                   |
| 1 | Bandera de República Checa | Markéta Vondroušová               | 6 | 3  | 6      |                   |
| 1 | Bandera de Serbia          | Olga Danilović                    | 1 | 6  | 3      |                   |
| 2 | Bandera de República Checa | Jiří Lehečka                      | 1 | 7  | 1      |                   |
| 2 | Bandera de Serbia          | Novak Djokovic                    | 6 | 63 | 6      |                   |
| 3 | Bandera de República Checa | Miriam Kolodziejová / Petr Nouza  | 6 | 62 | [8]    |                   |
| 3 | Bandera de Serbia          | Olga Danilović / Hamad Medjedovic | 4 | 7  | [10]   |                   |

| 1 | Bandera de República Checa | Markéta Vondroušová               | 6 | 3  | 6    |
| 1 | Bandera de Serbia          | Olga Danilović                    | 1 | 6  | 3    |
| 2 | Bandera de República Checa | Jiří Lehečka                      | 1 | 7  | 1    |
| 2 | Bandera de Serbia          | Novak Djokovic                    | 6 | 63 | 6    |
| 3 | Bandera de República Checa | Miriam Kolodziejová / Petr Nouza  | 6 | 62 | [8]  |
| 3 | Bandera de Serbia          | Olga Danilović / Hamad Medjedovic | 4 | 7  | [10] |

### Grupo F (Sídney)
| Pos. | Países       | Puntos | Partidos | Sets | Juegos |
| ---- | ------------ | ------ | -------- | ---- | ------ |
| 1.º  | Noruega      | 1-1    | 3-3      | 7-7  | 66-63  |
| 2.º  | Croacia      | 1-1    | 3-3      | 8-8  | 67-68  |
| 3.º  | Países Bajos | 1-1    | 3-3      | 7-7  | 66-68  |

| | Bandera de los Países Bajos | Países Bajos                  | 2  | 1 | Noruega | Bandera de Noruega |
| --- | --------------------------- | ----------------------------- | -- | - | ------- | ------------------ |
| Ken Rosewall Arena, Sídney, Australia 30 de diciembre de 2023 |                             |                               |    |   |         |                    |
| \| 1 \| \| Arantxa Rus \| 7 \| 6 \| \| \| 1 \| \| Malene Helgø \| 64 \| 1 \| \| \| 2 \| \| Tallon Griekspoor \| 3 \| 4 \| \| \| 2 \| \| Casper Ruud \| 6 \| 6 \| \| \| 3 \| \| Demi Schuurs / Wesley Koolhof \| 7 \| 7 \| \| \| 3 \| \| Ulrike Eikkeri / Casper Ruud \| 65 \| 5 \| \| |                             |                               |    |   |         |                    |
| 1 | Bandera de los Países Bajos | Arantxa Rus                   | 7  | 6 |         |                    |
| 1 | Bandera de Noruega          | Malene Helgø                  | 64 | 1 |         |                    |
| 2 | Bandera de los Países Bajos | Tallon Griekspoor             | 3  | 4 |         |                    |
| 2 | Bandera de Noruega          | Casper Ruud                   | 6  | 6 |         |                    |
| 3 | Bandera de los Países Bajos | Demi Schuurs / Wesley Koolhof | 7  | 7 |         |                    |
| 3 | Bandera de Noruega          | Ulrike Eikkeri / Casper Ruud  | 65 | 5 |         |                    |

| 1 | Bandera de los Países Bajos | Arantxa Rus                   | 7  | 6 |  |
| 1 | Bandera de Noruega          | Malene Helgø                  | 64 | 1 |  |
| 2 | Bandera de los Países Bajos | Tallon Griekspoor             | 3  | 4 |  |
| 2 | Bandera de Noruega          | Casper Ruud                   | 6  | 6 |  |
| 3 | Bandera de los Países Bajos | Demi Schuurs / Wesley Koolhof | 7  | 7 |  |
| 3 | Bandera de Noruega          | Ulrike Eikkeri / Casper Ruud  | 65 | 5 |  |

| | Bandera de Croacia | Croacia                      | 1 | 2 | Noruega | Bandera de Noruega |
| --- | ------------------ | ---------------------------- | - | - | ------- | ------------------ |
| Ken Rosewall Arena, Sídney, Australia 1 de enero de 2024 |                    |                              |   |   |         |                    |
| \| 1 \| \| Donna Vekić \| 7 \| 3 \| 6 \| \| 1 \| \| Malene Helgø \| 5 \| 6 \| 3 \| \| 2 \| \| Borna Ćorić \| 4 \| 1 \| \| \| 2 \| \| Casper Ruud \| 6 \| 6 \| \| \| 3 \| \| Donna Vekić / Ivan Dodig \| 2 \| 6 \| [7] \| \| 3 \| \| Ulrike Eikkeri / Casper Ruud \| 6 \| 3 \| [10] \| |                    |                              |   |   |         |                    |
| 1 | Bandera de Croacia | Donna Vekić                  | 7 | 3 | 6       |                    |
| 1 | Bandera de Noruega | Malene Helgø                 | 5 | 6 | 3       |                    |
| 2 | Bandera de Croacia | Borna Ćorić                  | 4 | 1 |         |                    |
| 2 | Bandera de Noruega | Casper Ruud                  | 6 | 6 |         |                    |
| 3 | Bandera de Croacia | Donna Vekić / Ivan Dodig     | 2 | 6 | [7]     |                    |
| 3 | Bandera de Noruega | Ulrike Eikkeri / Casper Ruud | 6 | 3 | [10]    |                    |

| 1 | Bandera de Croacia | Donna Vekić                  | 7 | 3 | 6    |
| 1 | Bandera de Noruega | Malene Helgø                 | 5 | 6 | 3    |
| 2 | Bandera de Croacia | Borna Ćorić                  | 4 | 1 |      |
| 2 | Bandera de Noruega | Casper Ruud                  | 6 | 6 |      |
| 3 | Bandera de Croacia | Donna Vekić / Ivan Dodig     | 2 | 6 | [7]  |
| 3 | Bandera de Noruega | Ulrike Eikkeri / Casper Ruud | 6 | 3 | [10] |

| | Bandera de Croacia          | Croacia                       | 2  | 1 | Países Bajos | Bandera de los Países Bajos |
| --- | --------------------------- | ----------------------------- | -- | - | ------------ | --------------------------- |
| Ken Rosewall Arena, Sídney, Australia 2 de enero de 2024 |                             |                               |    |   |              |                             |
| \| 1 \| \| Borna Ćorić \| 7 \| 6 \| \| \| 1 \| \| Tallon Griekspoor \| 64 \| 4 \| \| \| 2 \| \| Donna Vekić \| 6 \| 3 \| 6 \| \| 2 \| \| Arantxa Rus \| 2 \| 6 \| 1 \| \| 3 \| \| Donna Vekić / Ivan Dodig \| 7 \| 3 \| [12] \| \| 3 \| \| Demi Schuurs / Wesley Koolhof \| 63 \| 6 \| [14] \| |                             |                               |    |   |              |                             |
| 1 | Bandera de Croacia          | Borna Ćorić                   | 7  | 6 |              |                             |
| 1 | Bandera de los Países Bajos | Tallon Griekspoor             | 64 | 4 |              |                             |
| 2 | Bandera de Croacia          | Donna Vekić                   | 6  | 3 | 6            |                             |
| 2 | Bandera de los Países Bajos | Arantxa Rus                   | 2  | 6 | 1            |                             |
| 3 | Bandera de Croacia          | Donna Vekić / Ivan Dodig      | 7  | 3 | [12]         |                             |
| 3 | Bandera de los Países Bajos | Demi Schuurs / Wesley Koolhof | 63 | 6 | [14]         |                             |

| 1 | Bandera de Croacia          | Borna Ćorić                   | 7  | 6 |      |
| 1 | Bandera de los Países Bajos | Tallon Griekspoor             | 64 | 4 |      |
| 2 | Bandera de Croacia          | Donna Vekić                   | 6  | 3 | 6    |
| 2 | Bandera de los Países Bajos | Arantxa Rus                   | 2  | 6 | 1    |
| 3 | Bandera de Croacia          | Donna Vekić / Ivan Dodig      | 7  | 3 | [12] |
| 3 | Bandera de los Países Bajos | Demi Schuurs / Wesley Koolhof | 63 | 6 | [14] |

### Segundos clasificados

#### Perth
| Pos. | Países         | Puntos | Partidos | Sets | Juegos |
| ---- | -------------- | ------ | -------- | ---- | ------ |
| 1.º  | China          | 1-1    | 4-2      | 9-6  | 70-51  |
| 2.º  | Estados Unidos | 1-1    | 3-3      | 7-7  | 60-72  |
| 3.º  | España         | 1-1    | 3-3      | 6-7  | 51-63  |

#### Sídney
| Pos. | Países   | Puntos | Partidos | Sets | Juegos |
| ---- | -------- | ------ | -------- | ---- | ------ |
| 1.º  | Alemania | 1-1    | 3-3      | 8-8  | 77-66  |
| 2.º  | Croacia  | 1-1    | 3-3      | 8-8  | 67-68  |
| 3.º  | Chile    | 1-1    | 3-3      | 7-8  | 59-69  |

## Fase eliminatoria

### Rondas finales
|  | Cuartos de final      | Cuartos de final      | Cuartos de final      |          |           | Semifinales | Semifinales | Semifinales |  |         | Final      | Final      | Final      |  |
|  | 3 hasta el 5 de enero | 3 hasta el 5 de enero | 3 hasta el 5 de enero |          |           | 6 de enero  | 6 de enero  | 6 de enero  |  |         | 7 de enero | 7 de enero | 7 de enero |  |
|  |                       |                       |                       |          |           |             |             |             |  |         |            |            |            |  |
|  |                       |                       |                       |          |           |             |             |             |  |         |            |            |            |  |
|  | 1.ºA                  | Polonia               | 3                     |          |           |             |             |             |  |         |            |            |            |  |
|  | 1.ºA                  | Polonia               | 3                     |          |           |             |             |             |  |         |            |            |            |  |
|  | 2°P                   | China                 | 0                     |          |           |             |             |             |  |         |            |            |            |  |
|  | 2°P                   | China                 | 0                     |          | Polonia   | Polonia     | 3           |             |  |         |            |            |            |  |
|  |                       |                       |                       |          | Polonia   | Polonia     | 3           |             |  |         |            |            |            |  |
|  |                       |                       | Francia               | Francia  | 0         |             |             |             |  |         |            |            |            |  |
|  | 1.ºD                  | Francia               | Francia               | Francia  | 0         | 2           |             |             |  |         |            |            |            |  |
|  | 1.ºD                  | Francia               |                       |          |           |             |             |             |  |         |            |            |            |  |
|  | 1.ºF                  | Noruega               | 1                     |          |           |             |             |             |  |         |            |            |            |  |
|  | 1.ºF                  | Noruega               | 1                     |          |           |             |             |             |  | Polonia | Polonia    | 1          |            |  |
|  |                       |                       |                       |          |           |             |             |             |  | Polonia | Polonia    | 1          |            |  |
|  |                       |                       | Alemania              | Alemania | 2         |             |             |             |  |         |            |            |            |  |
|  | 1.ºC                  | Australia             | Alemania              | Alemania | 2         | 3           |             |             |  |         |            |            |            |  |
|  | 1.ºC                  | Australia             |                       |          |           |             |             |             |  |         |            |            |            |  |
|  | 1.ºE                  | Serbia                | 0                     |          |           |             |             |             |  |         |            |            |            |  |
|  | 1.ºE                  | Serbia                | 0                     |          | Australia | Australia   | 1           |             |  |         |            |            |            |  |
|  |                       |                       |                       |          | Australia | Australia   | 1           |             |  |         |            |            |            |  |
|  |                       |                       | Alemania              | Alemania | 2         |             |             |             |  |         |            |            |            |  |
|  | 1.ºB                  | Grecia                | Alemania              | Alemania | 2         | 1           |             |             |  |         |            |            |            |  |
|  | 1.ºB                  | Grecia                |                       |          |           |             |             |             |  |         |            |            |            |  |
|  | 2.ºS                  | Alemania              | 2                     |          |           |             |             |             |  |         |            |            |            |  |
|  | 2.ºS                  | Alemania              | 2                     |          |           |             |             |             |  |         |            |            |            |  |
|  |                       |                       |                       |          |           |             |             |             |  |         |            |            |            |  |

### Cuartos de final
| | Bandera de Polonia                    | Polonia                         | 3 | 0 | China | Bandera de la República Popular China |
| --- | ------------------------------------- | ------------------------------- | - | - | ----- | ------------------------------------- |
| RAC Arena, Perth, Australia 3 de enero de 2024 |                                       |                                 |   |   |       |                                       |
| \| 1 \| \| Hubert Hurkacz \| 6 \| 6 \| \| \| 1 \| \| Zhizhen Zhang \| 3 \| 4 \| \| \| 2 \| \| Iga Świątek \| 6 \| 6 \| \| \| 2 \| \| Qinwen Zheng \| 2 \| 3 \| \| \| 3 \| \| Katarzyna Piter / Jan Zieliński \| 6 \| 5 \| [10] \| \| 3 \| \| Xiaodi You / Fajing Sun \| 3 \| 7 \| [7] \| |                                       |                                 |   |   |       |                                       |
| 1 | Bandera de Polonia                    | Hubert Hurkacz                  | 6 | 6 |       |                                       |
| 1 | Bandera de la República Popular China | Zhizhen Zhang                   | 3 | 4 |       |                                       |
| 2 | Bandera de Polonia                    | Iga Świątek                     | 6 | 6 |       |                                       |
| 2 | Bandera de la República Popular China | Qinwen Zheng                    | 2 | 3 |       |                                       |
| 3 | Bandera de Polonia                    | Katarzyna Piter / Jan Zieliński | 6 | 5 | [10]  |                                       |
| 3 | Bandera de la República Popular China | Xiaodi You / Fajing Sun         | 3 | 7 | [7]   |                                       |

| | Bandera de Francia | Francia                                  | 2 | 1  | Noruega | Bandera de Noruega |
| --- | ------------------ | ---------------------------------------- | - | -- | ------- | ------------------ |
| Ken Rosewall Arena, Sídney, Australia 4 de enero de 2024 |                    |                                          |   |    |         |                    |
| \| 1 \| \| Caroline Garcia \| 6 \| 6 \| 7 \| \| 1 \| \| Malene Helgø \| 2 \| 78 \| 65 \| \| 2 \| \| Adrian Mannarino \| 1 \| 4 \| \| \| 2 \| \| Casper Ruud \| 6 \| 6 \| \| \| 3 \| \| Caroline Garcia / Édouard Roger-Vasselin \| 7 \| 6 \| \| \| 3 \| \| Ulrike Eikkeri / Casper Ruud \| 5 \| 4 \| \| |                    |                                          |   |    |         |                    |
| 1 | Bandera de Francia | Caroline Garcia                          | 6 | 6  | 7       |                    |
| 1 | Bandera de Noruega | Malene Helgø                             | 2 | 78 | 65      |                    |
| 2 | Bandera de Francia | Adrian Mannarino                         | 1 | 4  |         |                    |
| 2 | Bandera de Noruega | Casper Ruud                              | 6 | 6  |         |                    |
| 3 | Bandera de Francia | Caroline Garcia / Édouard Roger-Vasselin | 7 | 6  |         |                    |
| 3 | Bandera de Noruega | Ulrike Eikkeri / Casper Ruud             | 5 | 4  |         |                    |

| | Bandera de Australia | Australia                       | 3 | 0 | Serbia | Bandera de Serbia |
| --- | -------------------- | ------------------------------- | - | - | ------ | ----------------- |
| RAC Arena, Perth, Australia 3 de enero de 2024 |                      |                                 |   |   |        |                   |
| \| 1 \| \| Álex de Miñaur \| 6 \| 6 \| \| \| 1 \| \| Novak Djokovic \| 4 \| 4 \| \| \| 2 \| \| Ajla Tomljanović \| 6 \| 6 \| \| \| 2 \| \| Natalija Stevanović \| 1 \| 1 \| \| \| 3 \| \| Storm Hunter / Matthew Ebden \| 6 \| 6 \| \| \| 3 \| \| Dejana Radanović / Nikola Čačić \| 3 \| 3 \| \| |                      |                                 |   |   |        |                   |
| 1 | Bandera de Australia | Álex de Miñaur                  | 6 | 6 |        |                   |
| 1 | Bandera de Serbia    | Novak Djokovic                  | 4 | 4 |        |                   |
| 2 | Bandera de Australia | Ajla Tomljanović                | 6 | 6 |        |                   |
| 2 | Bandera de Serbia    | Natalija Stevanović             | 1 | 1 |        |                   |
| 3 | Bandera de Australia | Storm Hunter / Matthew Ebden    | 6 | 6 |        |                   |
| 3 | Bandera de Serbia    | Dejana Radanović / Nikola Čačić | 3 | 3 |        |                   |

| | Bandera de Grecia   | Grecia                             | 1 | 2 | Alemania | Bandera de Alemania |
| --- | ------------------- | ---------------------------------- | - | - | -------- | ------------------- |
| Ken Rosewall Arena, Sídney, Australia 5 de enero de 2024 |                     |                                    |   |   |          |                     |
| \| 1 \| \| María Sákkari \| 6 \| 6 \| \| \| 1 \| \| Angelique Kerber \| 0 \| 3 \| \| \| 2 \| \| Stefanos Tsitsipas \| 4 \| 4 \| \| \| 2 \| \| Alexander Zverev \| 6 \| 6 \| \| \| 3 \| \| María Sákkari / Petros Tsitsipas \| 3 \| 3 \| \| \| 3 \| \| Laura Siegemund / Alexander Zverev \| 6 \| 6 \| \| |                     |                                    |   |   |          |                     |
| 1 | Bandera de Grecia   | María Sákkari                      | 6 | 6 |          |                     |
| 1 | Bandera de Alemania | Angelique Kerber                   | 0 | 3 |          |                     |
| 2 | Bandera de Grecia   | Stefanos Tsitsipas                 | 4 | 4 |          |                     |
| 2 | Bandera de Alemania | Alexander Zverev                   | 6 | 6 |          |                     |
| 3 | Bandera de Grecia   | María Sákkari / Petros Tsitsipas   | 3 | 3 |          |                     |
| 3 | Bandera de Alemania | Laura Siegemund / Alexander Zverev | 6 | 6 |          |                     |

### Semifinales
| | Bandera de Polonia | Polonia                                   | 3 | 0 | Francia | Bandera de Francia |
| --- | ------------------ | ----------------------------------------- | - | - | ------- | ------------------ |
| Ken Rosewall Arena, Sídney, Australia 6 de enero de 2024 |                    |                                           |   |   |         |                    |
| \| 1 \| \| Hubert Hurkacz \| 6 \| 7 \| \| \| 1 \| \| Adrian Mannarino \| 3 \| 5 \| \| \| 2 \| \| Iga Świątek \| 4 \| 6 \| 6 \| \| 2 \| \| Caroline Garcia \| 6 \| 1 \| 1 \| \| 3 \| \| Katarzyna Kawa / Jan Zieliński \| 6 \| 6 \| \| \| 3 \| \| Elixane Lechemia / Édouard Roger-Vasselin \| 3 \| 3 \| \| |                    |                                           |   |   |         |                    |
| 1 | Bandera de Polonia | Hubert Hurkacz                            | 6 | 7 |         |                    |
| 1 | Bandera de Francia | Adrian Mannarino                          | 3 | 5 |         |                    |
| 2 | Bandera de Polonia | Iga Świątek                               | 4 | 6 | 6       |                    |
| 2 | Bandera de Francia | Caroline Garcia                           | 6 | 1 | 1       |                    |
| 3 | Bandera de Polonia | Katarzyna Kawa / Jan Zieliński            | 6 | 6 |         |                    |
| 3 | Bandera de Francia | Elixane Lechemia / Édouard Roger-Vasselin | 3 | 3 |         |                    |

| | Bandera de Australia | Australia                          | 1  | 2  | Alemania | Bandera de Alemania |
| --- | -------------------- | ---------------------------------- | -- | -- | -------- | ------------------- |
| Ken Rosewall Arena, Sídney, Australia 6 de enero de 2024 |                      |                                    |    |    |          |                     |
| \| 1 \| \| Ajla Tomljanović \| 6 \| 2 \| 67 \| \| 1 \| \| Angelique Kerber \| 4 \| 6 \| 79 \| \| 2 \| \| Álex de Miñaur \| 5 \| 6 \| 6 \| \| 2 \| \| Alexander Zverev \| 7 \| 3 \| 4 \| \| 3 \| \| Storm Hunter / Matthew Ebden \| 62 \| 7 \| [13] \| \| 3 \| \| Laura Siegemund / Alexander Zverev \| 7 \| 62 \| [15] \| |                      |                                    |    |    |          |                     |
| 1 | Bandera de Australia | Ajla Tomljanović                   | 6  | 2  | 67       |                     |
| 1 | Bandera de Alemania  | Angelique Kerber                   | 4  | 6  | 79       |                     |
| 2 | Bandera de Australia | Álex de Miñaur                     | 5  | 6  | 6        |                     |
| 2 | Bandera de Alemania  | Alexander Zverev                   | 7  | 3  | 4        |                     |
| 3 | Bandera de Australia | Storm Hunter / Matthew Ebden       | 62 | 7  | [13]     |                     |
| 3 | Bandera de Alemania  | Laura Siegemund / Alexander Zverev | 7  | 62 | [15]     |                     |

### Final
| | Bandera de Polonia  | Polonia                            | 1  | 2  | Alemania | Bandera de Alemania |
| --- | ------------------- | ---------------------------------- | -- | -- | -------- | ------------------- |
| Ken Rosewall Arena, Sídney, Australia 7 de enero de 2024 |                     |                                    |    |    |          |                     |
| \| 1 \| \| Iga Świątek \| 6 \| 6 \| \| \| 1 \| \| Angelique Kerber \| 3 \| 0 \| \| \| 2 \| \| Hubert Hurkacz \| 7 \| 6 \| 4 \| \| 2 \| \| Alexander Zverev \| 63 \| 78 \| 6 \| \| 3 \| \| Iga Świątek / Hubert Hurkacz \| 4 \| 7 \| [4] \| \| 3 \| \| Laura Siegemund / Alexander Zverev \| 6 \| 5 \| [10] \| |                     |                                    |    |    |          |                     |
| 1 | Bandera de Polonia  | Iga Świątek                        | 6  | 6  |          |                     |
| 1 | Bandera de Alemania | Angelique Kerber                   | 3  | 0  |          |                     |
| 2 | Bandera de Polonia  | Hubert Hurkacz                     | 7  | 6  | 4        |                     |
| 2 | Bandera de Alemania | Alexander Zverev                   | 63 | 78 | 6        |                     |
| 3 | Bandera de Polonia  | Iga Świątek / Hubert Hurkacz       | 4  | 7  | [4]      |                     |
| 3 | Bandera de Alemania | Laura Siegemund / Alexander Zverev | 6  | 5  | [10]     |                     |